# Trichaulax mwasumbii
Trichaulax mwasumbii är en akantusväxtart som beskrevs av K. Vollesen. Trichaulax mwasumbii ingår i släktet Trichaulax och familjen akantusväxter. Inga underarter finns listade i Catalogue of Life.